# Saison 7 de Good Doctor
 (septembre 2024).
Si vous disposez d'ouvrages ou d'articles de référence ou si vous connaissez des sites web de qualité traitant du thème abordé ici, merci de compléter l'article en donnant les références utiles à sa vérifiabilité et en les liant à la section « Notes et références ».
Chronologie
Saison 6
Cet article présente le guide des épisodes de la septième saison de la série télévisée américaine Good Doctor.

## Généralités
- Aux États-Unis, cette septième saison a été diffusée du 20 février 2024 au 21 mai 2024 sur le réseau ABC.
- Au Canada, elle a été diffusée en simultané sur le réseau CTV et trois heures à l'avance sur la station atlantique de CTV.
- En Belgique, la saison a été diffusée à partir du 2 juillet 2024 sur La Une.

## Distribution

### Acteurs principaux
- Freddie Highmore (VF : Antoine Schoumsky) : Dr Shaun Murphy
- Chuku Modu (VF : Pascal Nowak) : Dr Jared Kalu
- Richard Schiff (VF : Gabriel Le Doze) : Dr Aaron Glassman
- Will Yun Lee (VF : Olivier Chauvel) : Dr Alex Park
- Fiona Gubelmann (VF : Aurore Bonjour) : Dr Morgan Reznick
- Christina Chang (VF : Danièle Douet) : Dr Audrey Lim
- Paige Spara (VF : Adeline Moreau) : Lea Dilallo
- Bria Henderson (VF : Daria Levannier) : Jordan Allen
- Noah Galvin (VF : Fabien Albanese) : Asher Wolke

### Acteurs récurrents et invités
- Antonia Thomas : Dr Claire Browne (épisode 9 et 10)
- Brandon Larracuente : Dr Daniel « Danny » Perez

## Épisodes

### Épisode 1:Papa Shaun
- États-Unis /  Canada : 20 février 2024 sur ABC
- Belgique : 2 juillet 2024 sur La Une

- États-Unis : 2,86 millions de téléspectateurs [1]

### Épisode 2:Parier sur l'avenir
- États-Unis /  Canada : 27 février 2024 sur ABC

- États-Unis : 2,52 millions de téléspectateurs [2]

### Épisode 3:La goutte de trop
- États-Unis /  Canada : 19 mars 2024 sur ABC

- États-Unis : 2,15 millions de téléspectateurs [3]

### Épisode 4:Un peu d'intimité
- États-Unis /  Canada : 26 mars 2024 sur ABC

- États-Unis : 2,51 millions de téléspectateurs [4]

### Épisode 5:Un couple atypique
- États-Unis /  Canada : 2 avril 2024 sur ABC

- États-Unis : 2,56 millions de téléspectateurs [5]

### Épisode 6:En sous-effectif
- États-Unis /  Canada : 9 avril 2024 sur ABC

- États-Unis : 2,62 millions de téléspectateurs [6]

### Épisode 7:La nounou parfaite
- États-Unis /  Canada : 30 avril 2024 sur ABC

- États-Unis : 2,58 millions de téléspectateurs [7]

### Épisode 8:Les Pieds sur terre
- États-Unis /  Canada : 7 mai 2024 sur ABC

- États-Unis : 2,20 millions de téléspectateurs [8]

### Épisode 9:Un amour inconditionnel
- États-Unis /  Canada : 14 mai 2024 sur ABC

- États-Unis : 2,29 millions de téléspectateurs [9]

### Épisode 10:Au revoir
- États-Unis /  Canada : 21 mai 2024 sur ABC

- États-Unis : 2,47 millions de téléspectateurs [10]